# Richard Voliva

Zawodnik Indiana Hoosiers

Richard Lawrence „Dick” Voliva (ur. 6 grudnia 1912 w Bloomington, zm. 16 sierpnia 1999 w Amherst lub w Northampton) – amerykański zapaśnik walczący w stylu wolnym. Srebrny medalista olimpijski z Berlina 1936, w wadze średniej.
Zawodnik Bloomington High School i Indiana University. Dwa razy All-American (1933 i 1934) w NCAA Division I, pierwszy w 1934 i drugi w 1933 roku. Trener zapasów na Uniwersytecie Rutgersa.

## Letnie Igrzyska Olimpijskie 1936
| Konkurencja      | Rundy eliminacyjne        | Rundy eliminacyjne  | Rundy eliminacyjne  | Rundy eliminacyjne    | Rundy eliminacyjne    | Rundy eliminacyjne   | Klas. końcowa |
| Konkurencja      | Przeciwnik I              | Przeciwnik II       | Przeciwnik III      | Przeciwnik IV         | Przeciwnik V          | Przeciwnik VI        | Miejsce       |
| ---------------- | ------------------------- | ------------------- | ------------------- | --------------------- | --------------------- | -------------------- | ------------- |
| 79 kg styl wolny | Jan van der Merwe (ZPA) Z | Karam Rasul (IND) Z | Ernst Krebs (SUI) Z | Kyösti Luukko (FIN) Z | Ahmet Kireççi (TUR) Z | Émile Poilvé (FRA) P | 2.            |